# 满坪镇
满坪镇，是中华人民共和国青海省海东市民和回族土族自治县下辖的一个乡镇级行政单位。

## 行政区划
满坪镇下辖以下地区：
满坪镇社区、满坪村、集场村、清泉村、大庄村、山庄村、河口村、陈家村、朵儿卜村、阳龙坪村、沙拉坡村、东湾村、大滩村、浪塘村、新建村和傲沟村。